# 大明湖
大明湖位于中国山东省济南市历下区，是济南三大历史名胜之一。属于泉水型湖泊，主要由周围的黑虎泉、趵突泉、五龙潭泉群、珍珠泉群等泉水汇流而成，同时也接纳大气降水和西护城河汇集的地表径流。湖泊面积在2010年经过疏浚工程后达到了0.58平方公里，平均水深2米，总蓄水量约为83万立方米。

大明湖公园有郭沫若手书“大明湖”匾额，门首一副楹联“四面荷花三面柳，一城山色半城湖”。

大明湖南门

## 名称

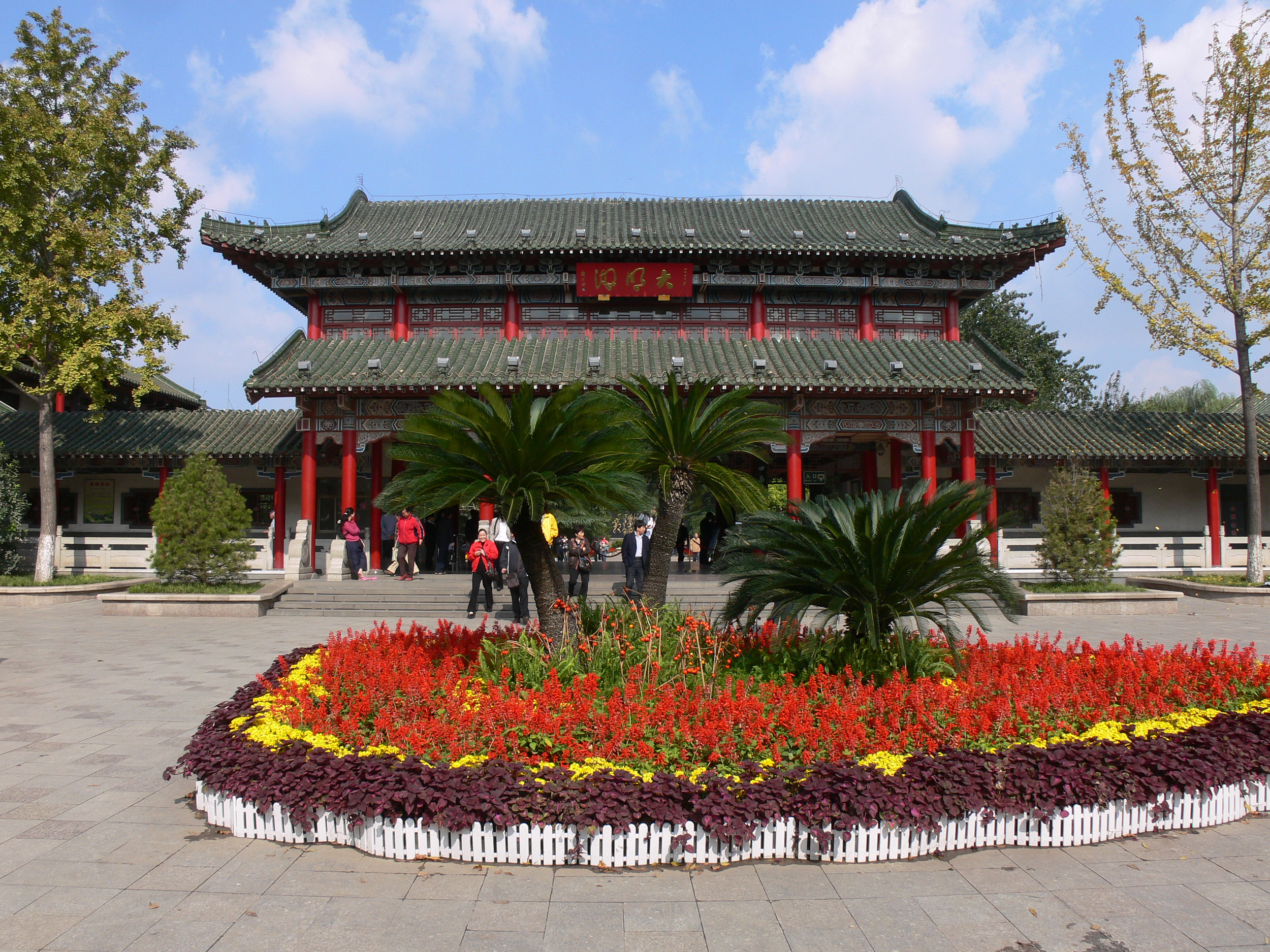
大明湖公园东门

大明湖最初以大明寺而得名，北魏郦道元编著的《水经注·济水注》云：“济水又东北，泺水入焉。水出历城县故城西南，泉源上奋，水涌若轮。其水北为大明湖，西即大明寺，寺东北两面侧湖，此水便成净池也。”湖北有水泽称之为“历水陂”。唐时统称“莲子湖”。北宋文学家曾巩称之为“西湖”、“北湖”。金代文学家元好问在《济南行记》中复称“大明湖”，从此沿袭该名称。

## 历史
起初大明湖范围很大，南至濯缨湖，北通鹊山湖。

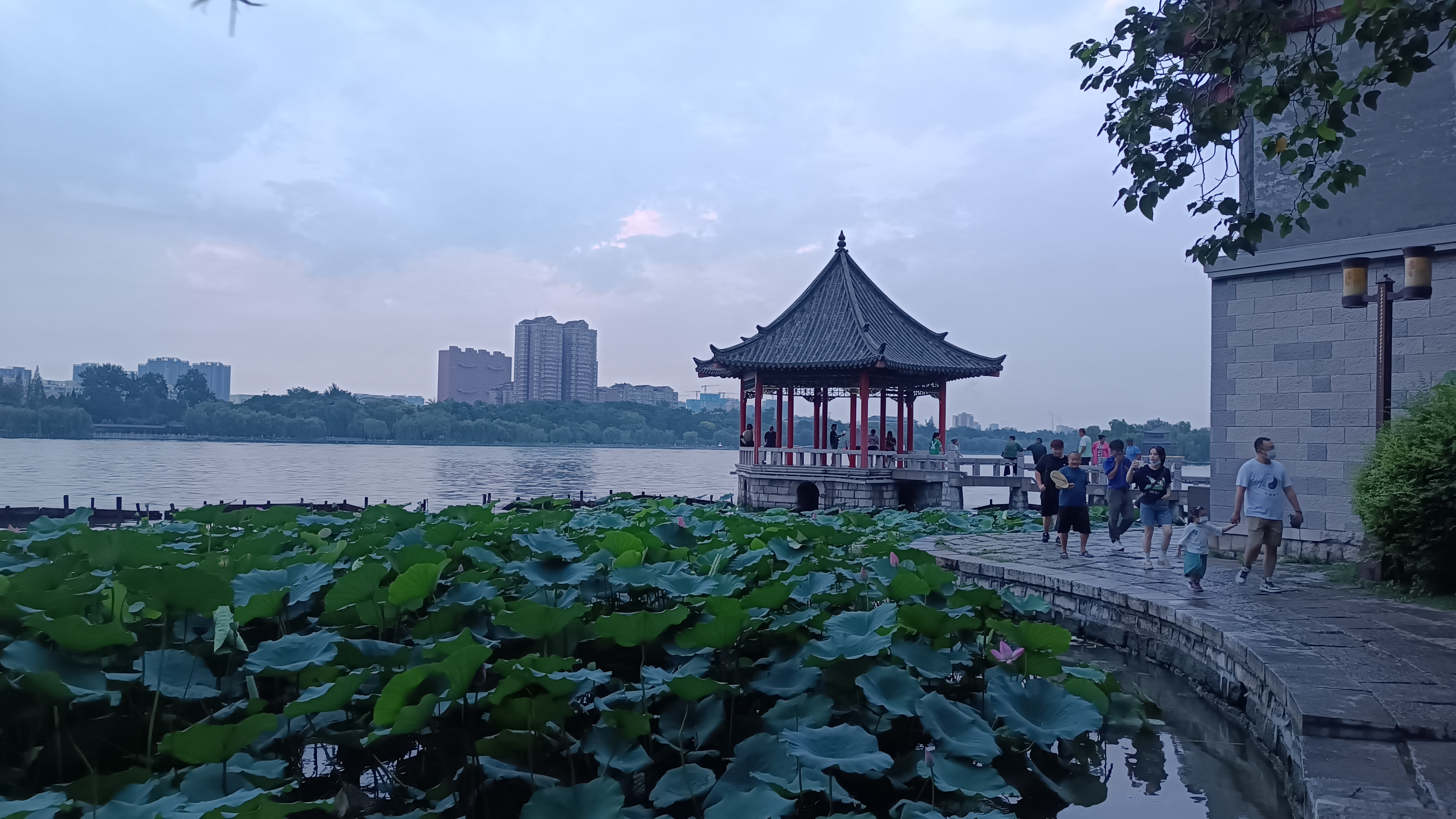
大明湖

西晋永嘉年间，建分割大湖，基本规模延续至今未变。湖水面积46公顷，水平均深度为3米。水源来自城区珍珠泉和王府池子附近的泉群，然后由北水门流入小清河，向东注入渤海。湖底为不透水的火成岩，泉水不易下泄，再加排水系统合理，便形成了“霪雨不涨、久旱不涸”的特点。曾巩任齐州知州时，在大明湖建造亭台楼阁、修堤架桥，是为今日大明湖景区游览格局之滥觞。
大明湖风景秀丽。如清朝乾隆志书《历城县志·山水考四》所载：“湖光浩渺，山色遥连，夏挹荷浪，春色扬烟，荡舟其中，如游香国，箫鼓助其远韵，固江北之独胜也。”明湖泛舟为元、明时的“济南八景”之一。岸上翠柳垂荫，湖中碧波映荷，轻舟争渡，游舫徐行；楼台亭榭，隐现葱茏之间，景色宜人。马可·波罗在《中国游记》中写大明湖：“园林美丽，堪悦心目，山色湖光，应接不暇”。清朝刘鹗在《老残游记》中，作家老舍在《济南的冬天》中均写到大明湖美景。
1955年，大明湖改建为公园。2003年获评为国家4A级景区。2007年10月至2009年夏展开扩建改建工程，迁建山东省图书馆，新建8个景区，总面积由74公顷增至103.4公顷。小东湖、济南护城河也和大明湖贯通，可乘坐游船沿护城河游览，到达黑虎泉和趵突泉。目前大明湖公园门票免费，乃三大名胜中唯一一家。

## 建筑
历史悠久的大明湖的人文景观也是极为著名。多处建筑景观是为纪念古人政绩、行踪而修建，如历下亭、月下亭、铁公祠、小沧浪、北极阁、汇波楼、南丰祠、遐园、稼轩祠等，引得历代文人前来凭吊、吟咏。其中包括唐朝的李白，宋朝的曾巩、苏轼，金元时期的元好问、张养浩，明朝的李攀龙、王象春，清朝的王士祯、蒲松龄等。

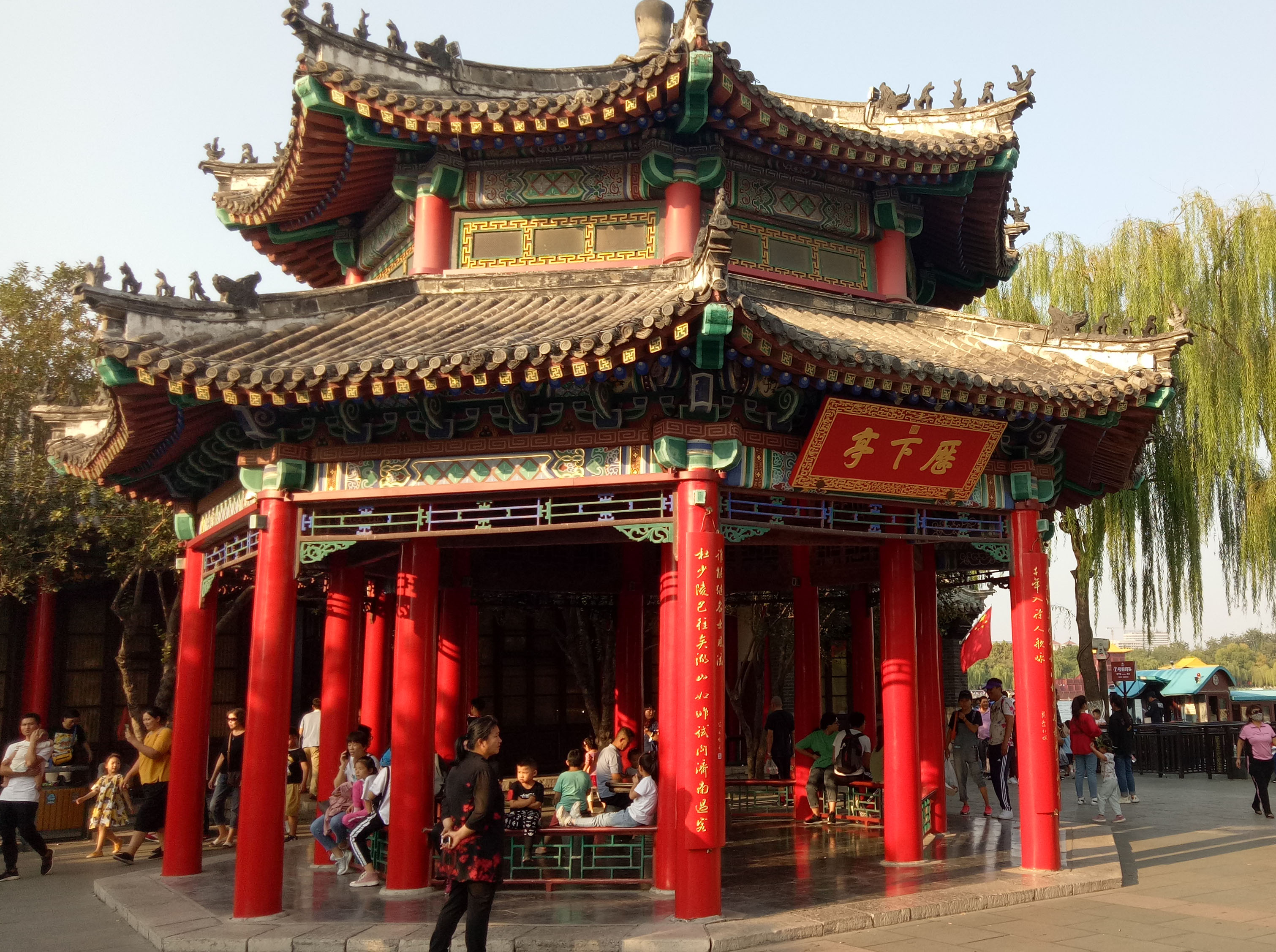
历下亭
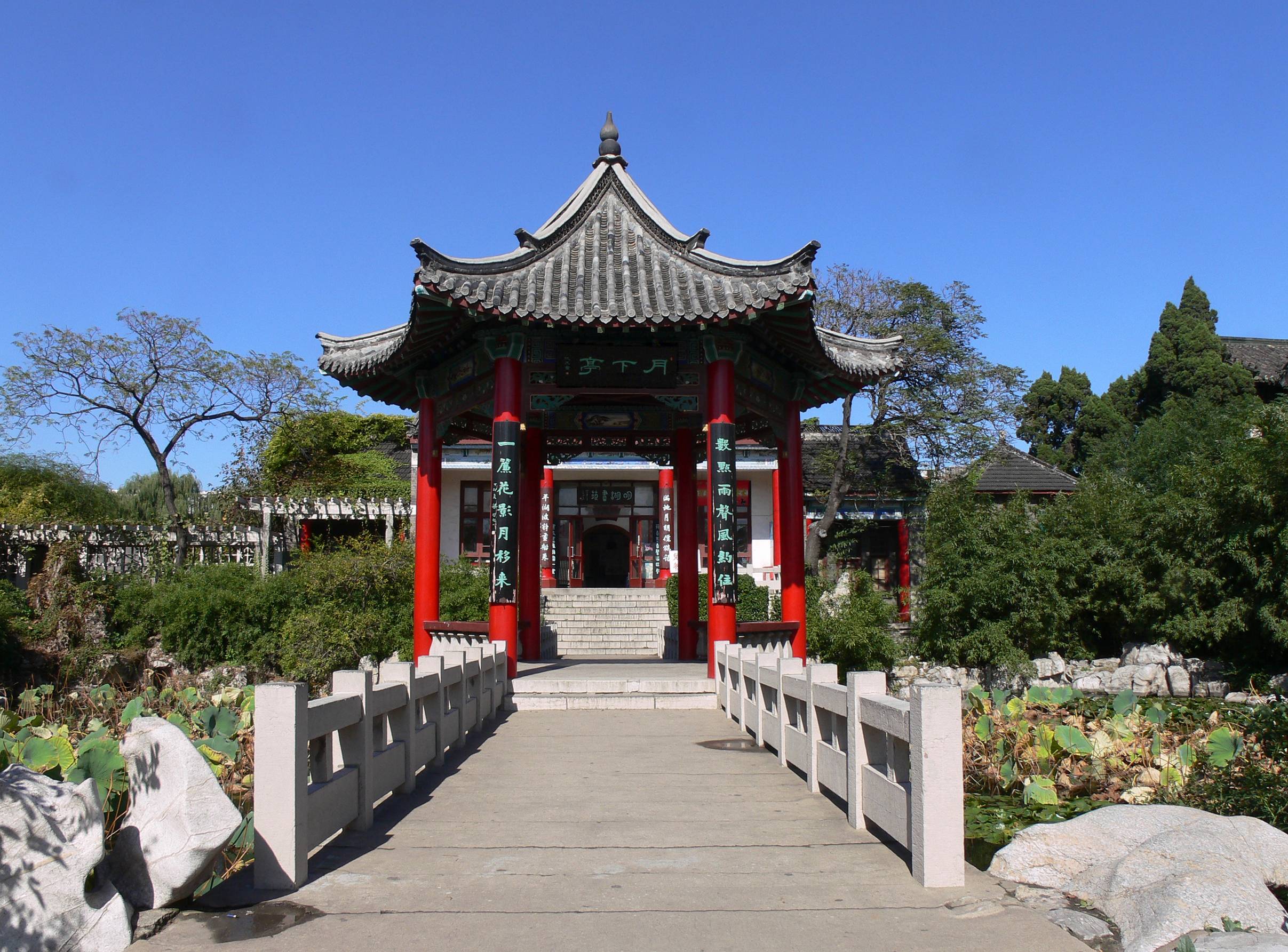
月下亭
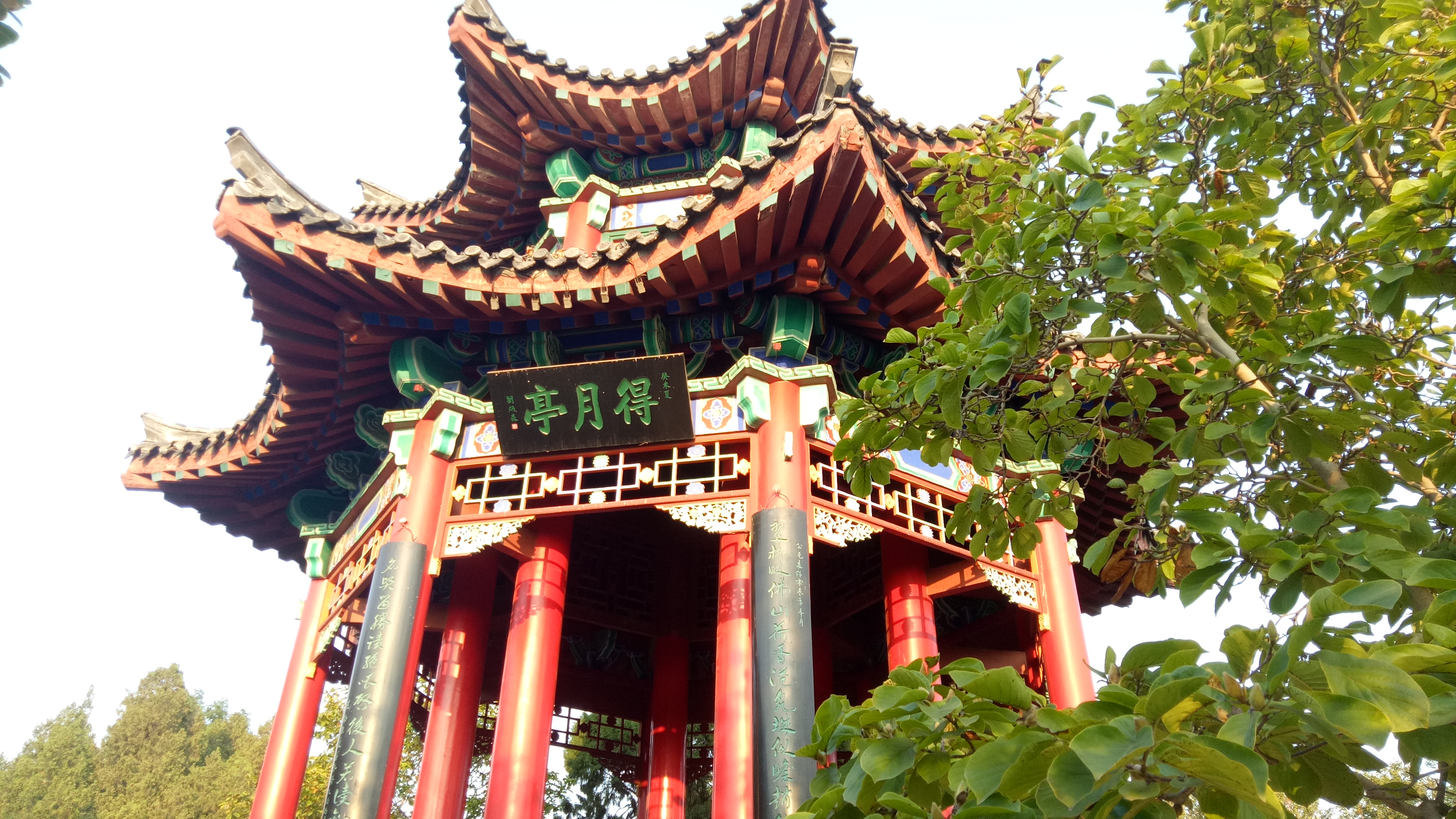
得月亭
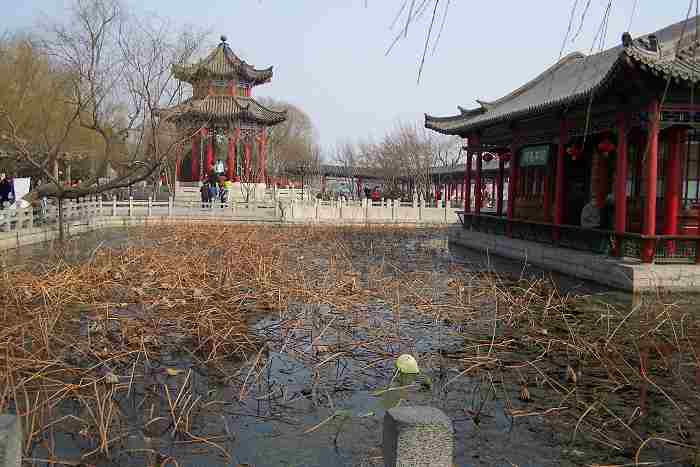
小沧浪亭和雨荷厅
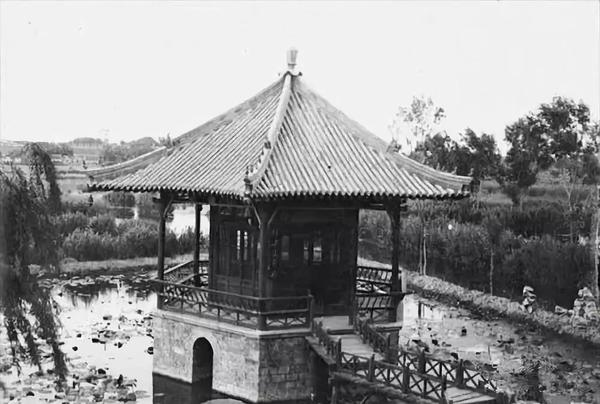
九曲亭

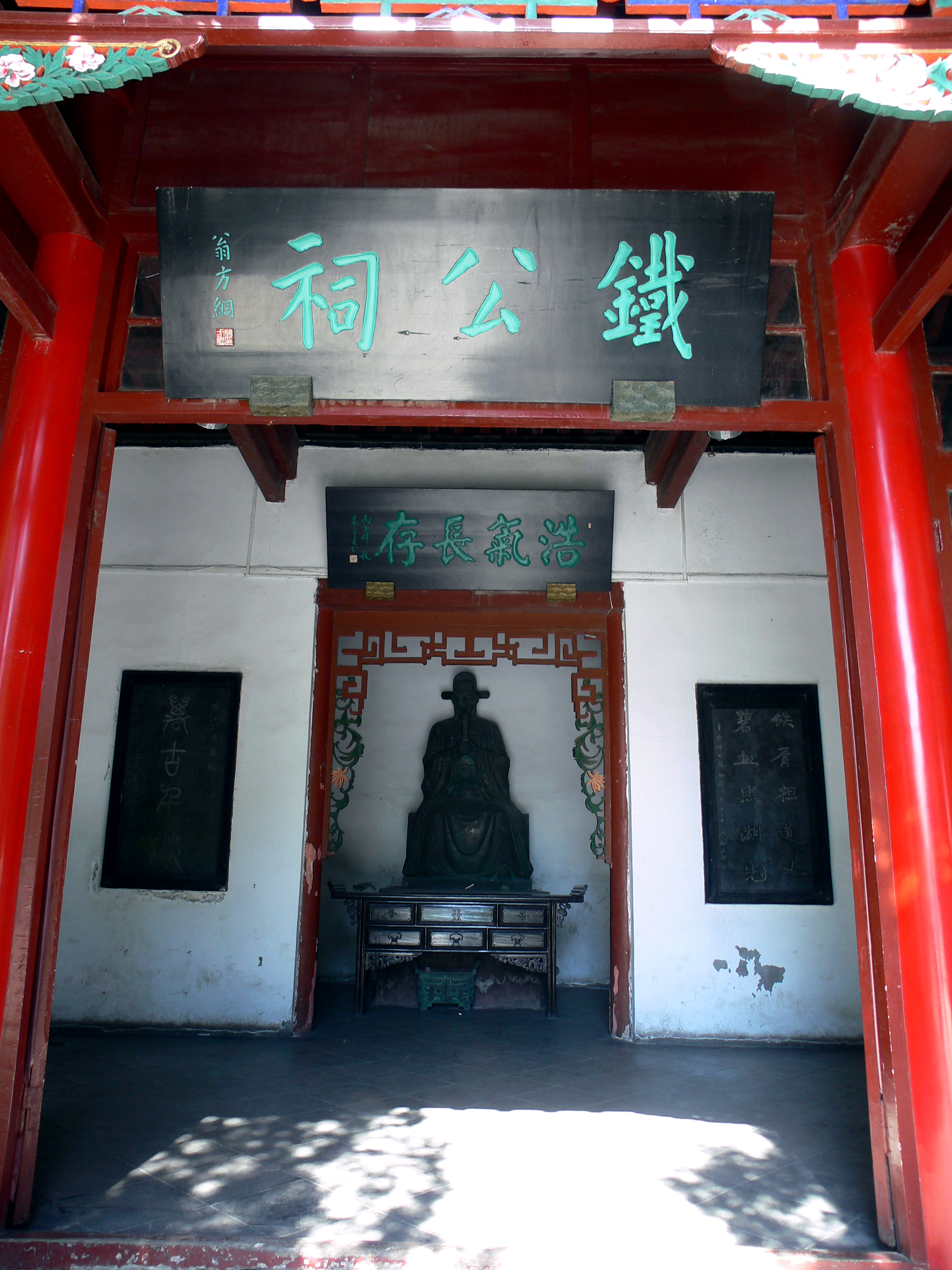
铁公祠
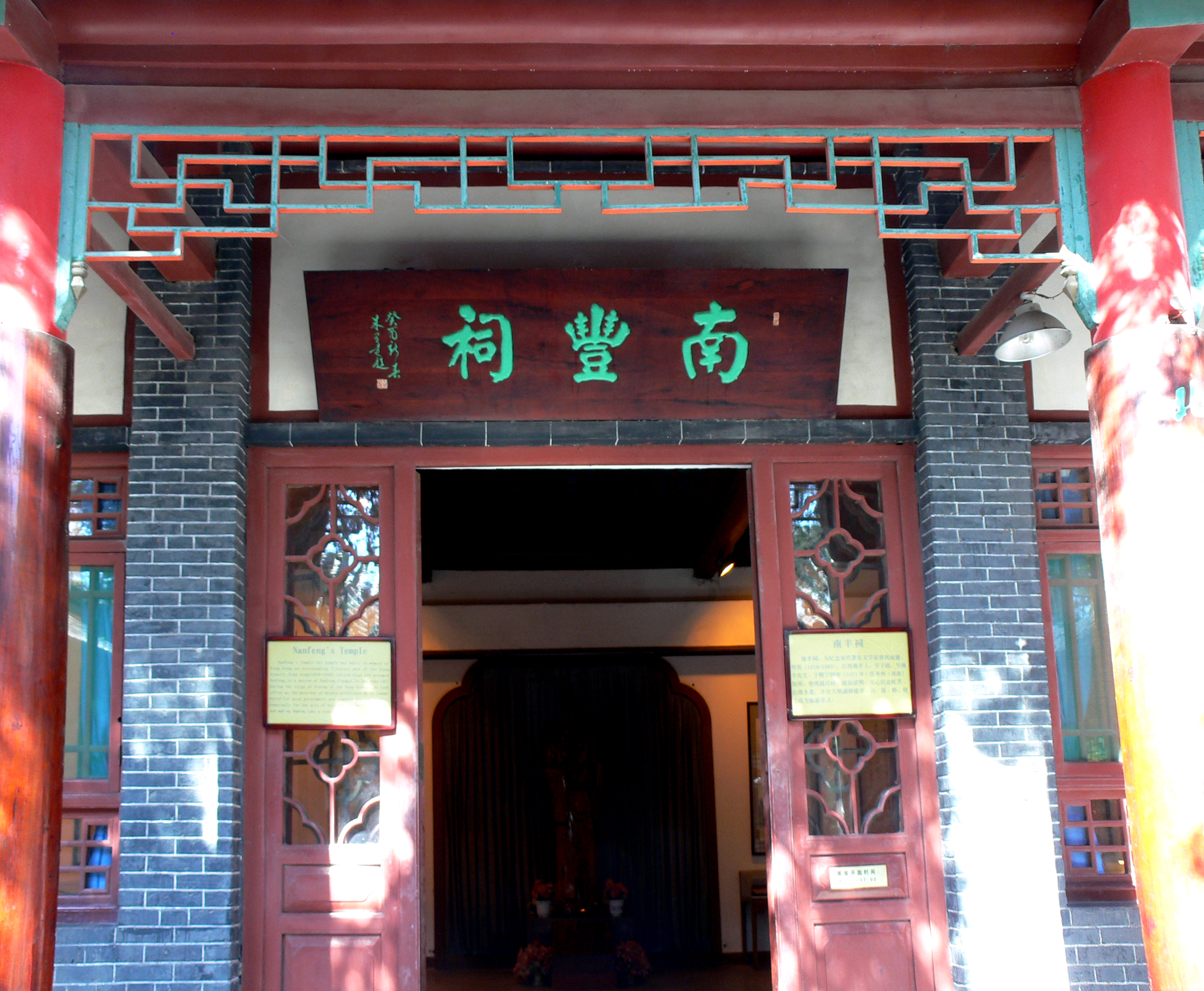
南丰祠
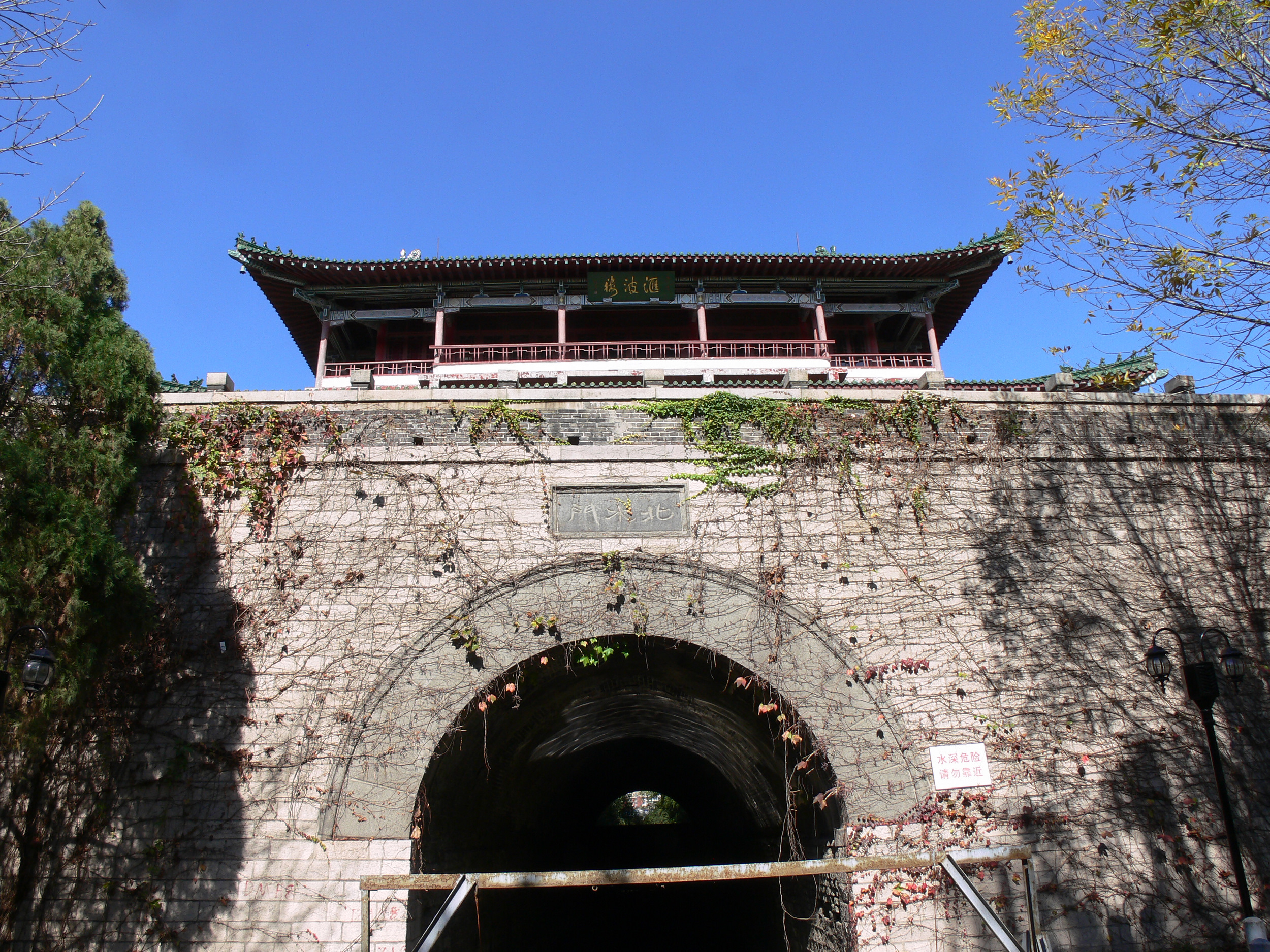
汇波楼
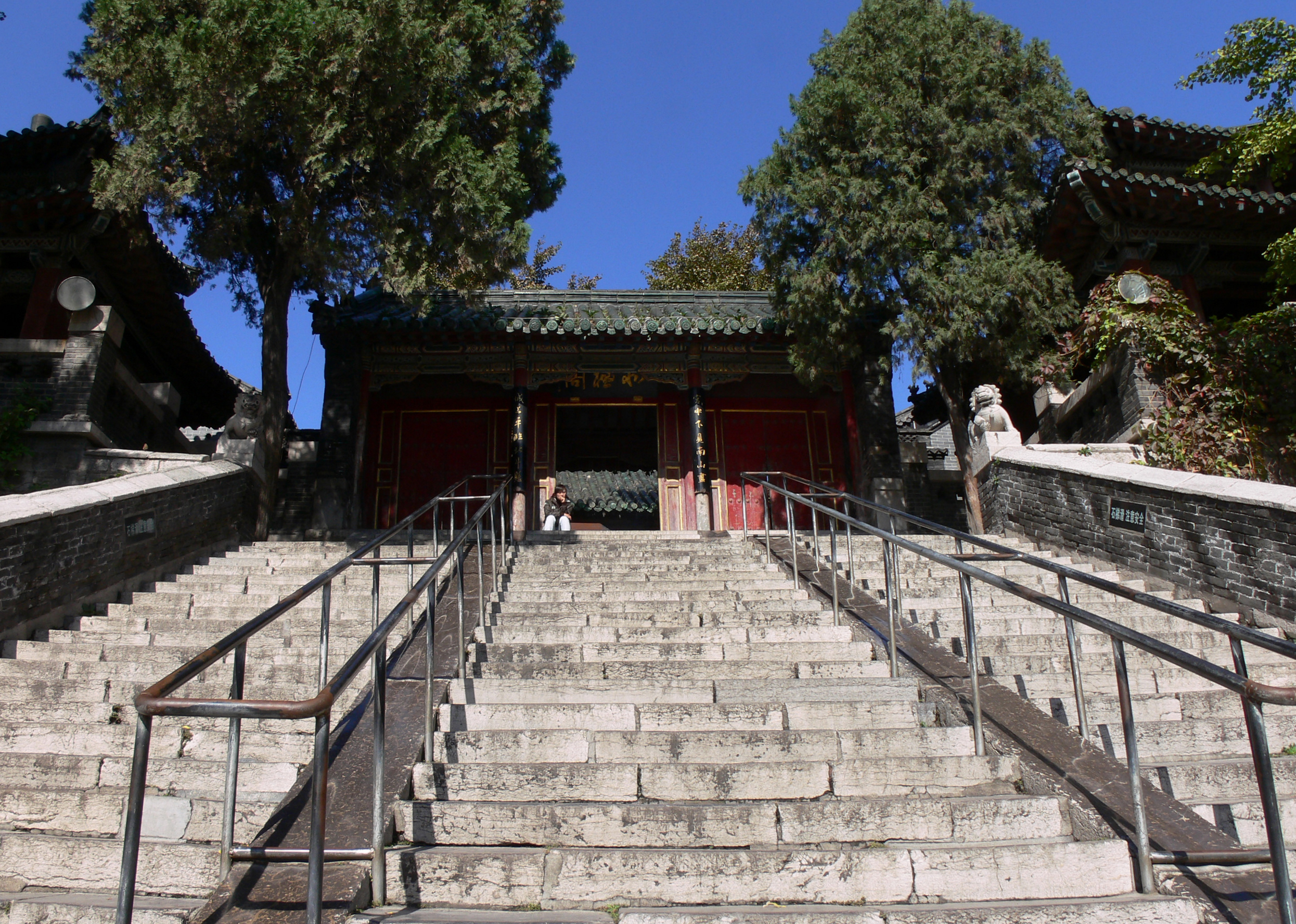
北极阁
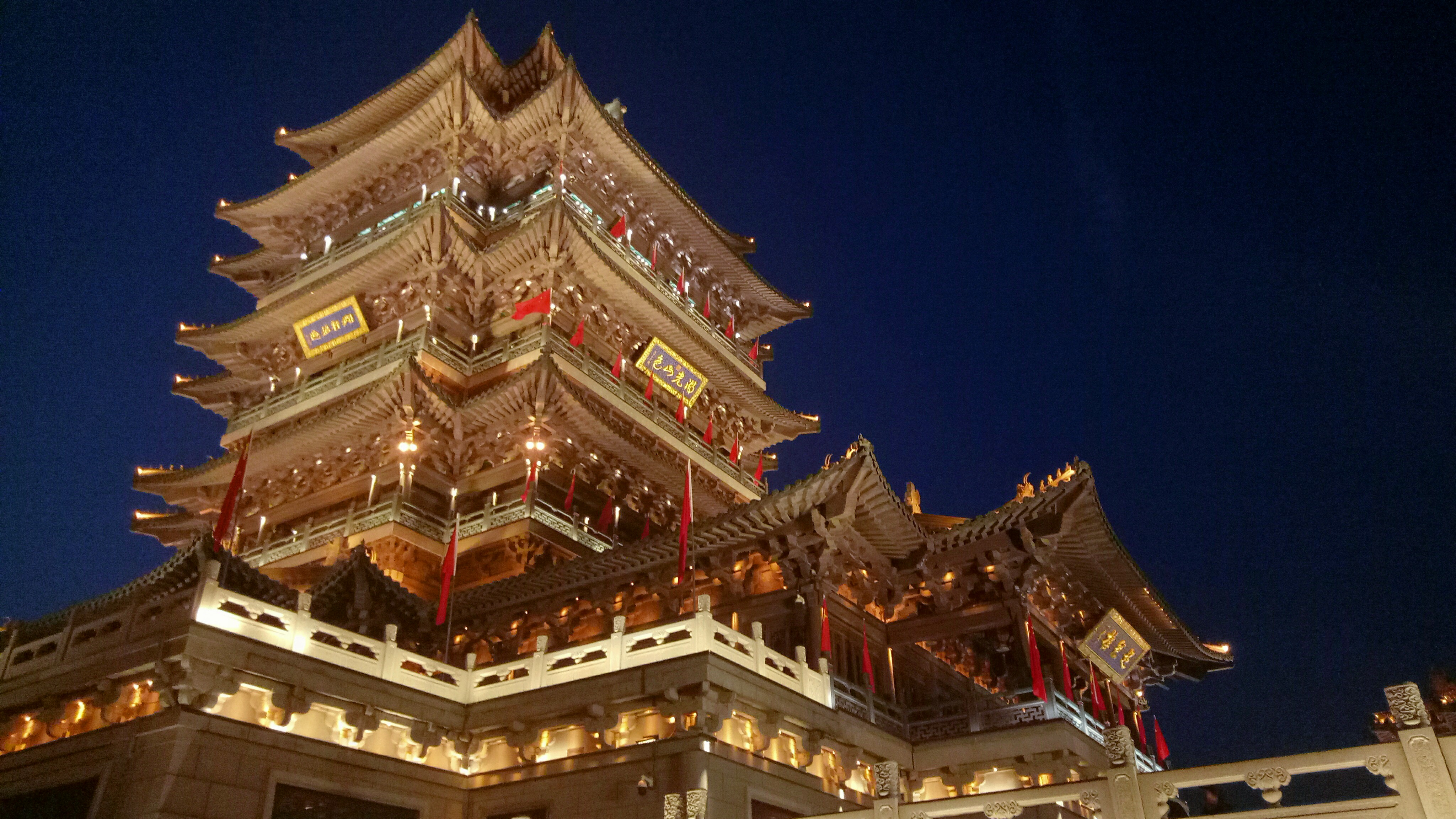
超然楼

### 历下亭
历下亭位于湖心岛，历来为文人会集之地。天宝四年（745年）时，北海郡太守李邕曾在此宴请杜甫及济南名士，席中杜甫赋有《陪李北海宴历下亭》一诗，现亭东游廊门上的楹联即为其中“歷下此亭古，济南名士多”一句，為名書法家何紹基所題，该诗也是历下亭一名最早的文献记载。清高宗乾隆为其御书“历下亭”匾额。杜甫的诗句“歷下此亭古，济南名士多”是亭前楹联。古历下亭原在五龙潭一带。宋以后迁至今大明湖南畔，现在的历下亭建于清康熙年间。

### 湖心亭
大明湖中，湖心亭位于湖中一方形小岛上，因而得名。早在宋代，湖心岛上就有亭，当时名字叫做环波亭。古书记载说：“岛上有方亭，红柱青瓦，重檐出厦，起脊飞檐，脊饰吻兽。”今存湖心亭为1990年建，亭高约11米，边长为10米，建在石砌台阶上，是济南市最大的方亭，因岛名湖心岛而得名。

### 月下亭
月下亭是一座六角亭，建于1937年，在大明湖东北岸有小石桥与“明湖书苑”相通。月下亭的一幅楹联为：“数点雨声风约住，一帘花影月移来”。

### 九曲亭

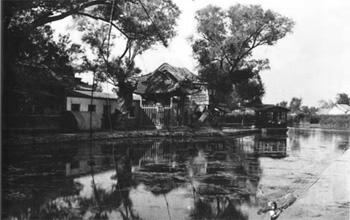
20世纪初的大明湖旧景

九曲亭是翠柳屏、玉带桥以西一石桥末端的小亭，原名觉沤亭。

### 小沧浪亭
小沧浪亭位于铁公祠院内，建于1792年（乾隆五十七年），风格仿照苏州沧浪亭。“沧浪”二字，取自《楚辞.渔父》：“沧浪之水清兮，可以濯吾缨；沧浪之水浊兮，可以濯吾足”。此处是赏荷胜地，匾额“沧浪荷韵”由董其昌所书，楹联为“环城纳湖月，五柳在门墙。”

### 得月亭
得月亭位于小沧浪亭东邻，是一座红柱重檐八角亭，建于1929年。

### 铁公祠

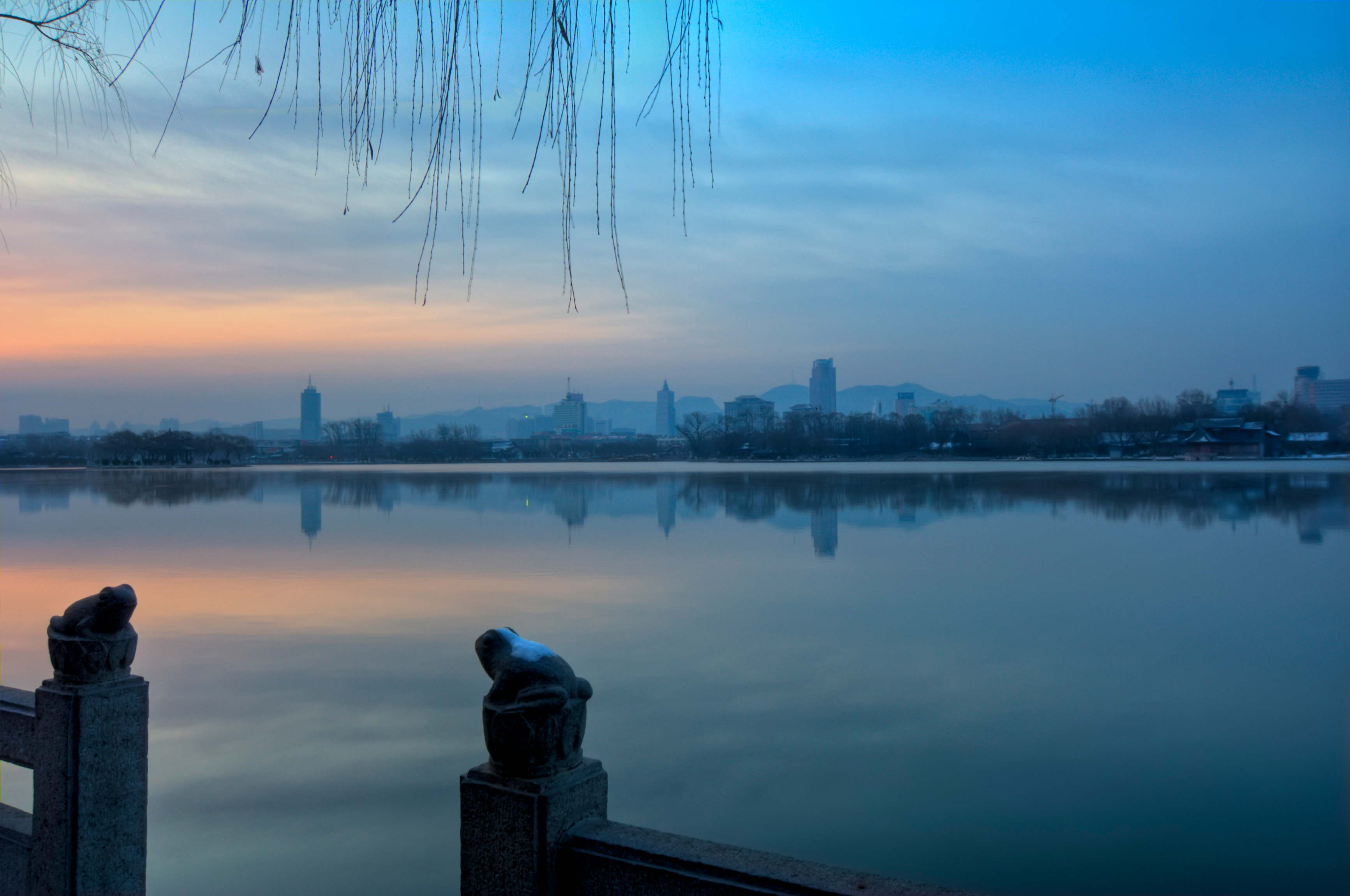
夕陽的湖面

铁公祠在大明湖北岸，建于清乾隆五十七年（1792年），以纪念明朝建文帝时捍卫济南府抵御朱棣进攻的兵部尚书山东布政使铁铉。祠上匾额书“浩气长存”，左首墨迹“万古千秋”及大门匾额“铁公祠”为清代书法家翁方纲手迹，右首对联“铁肩担道义，碧血照湖光”。祠内立铁铉铜像。铁公祠于1996年重建。

### 北极阁
北极阁位于北岸，是一所初建于元代的道观，供奉玄天上帝；明永乐年间重建，清代又多次重修。

### 南丰祠
南丰祠位于东北岸，是纪念宋朝学者曾鞏的祠堂，1829年重建。

### 藕神祠

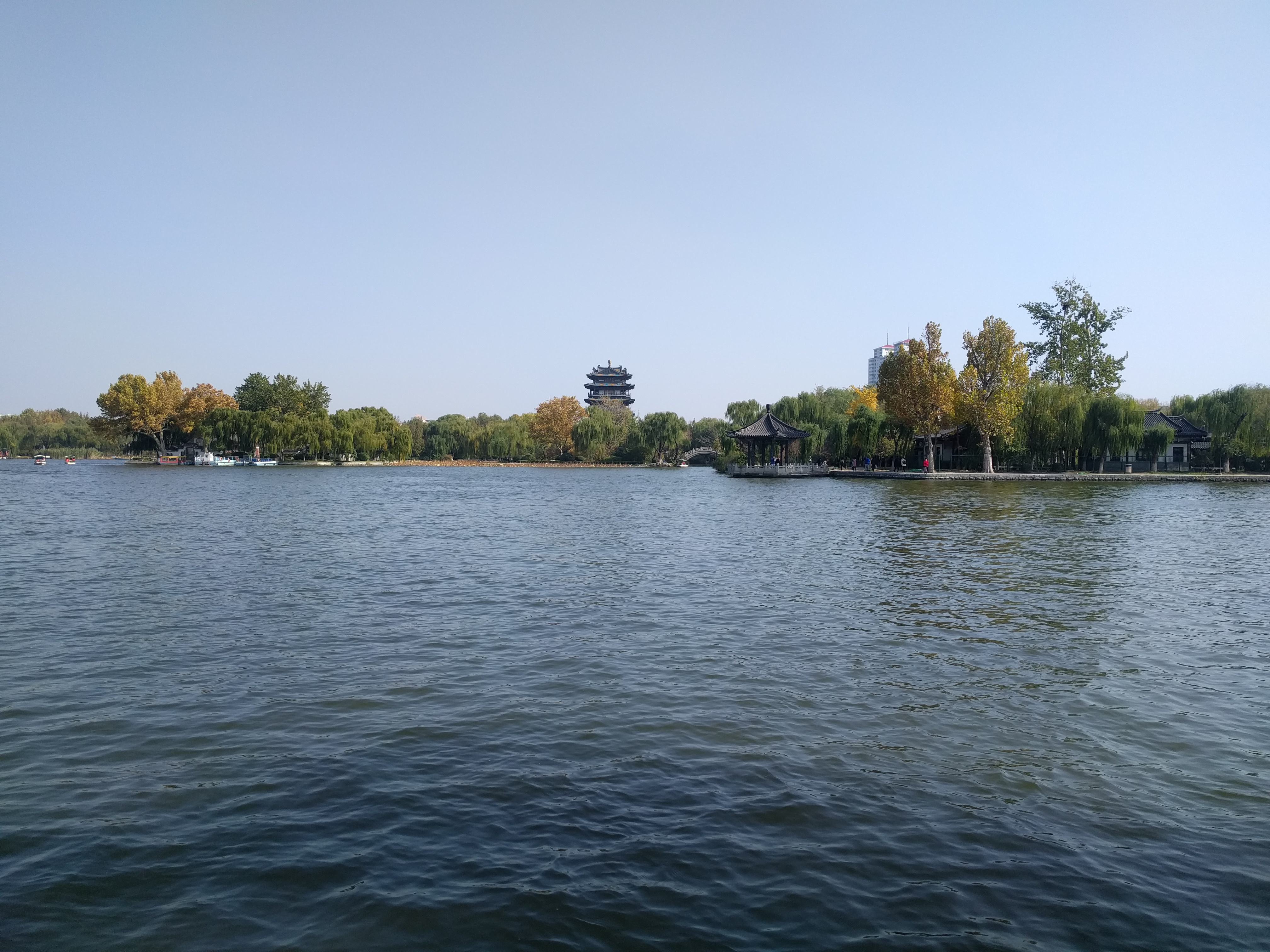
大明湖，摄于2017年；远处可见超然楼

原為《大明湖》一文中的「古水仙祠」，現今名为「藕神祠」，位于湖东北岸。原是大明湖畔的古祠，清同治年間有文人重建，改祀李清照为“藕神”而更名。李清照是濟南人。裡面有李清照的塑像，但外面的楹聯仍為老殘遊記中的「一盞寒泉薦秋菊，三更畫舫穿藕花」。另有一楹聯：「是耶非耶水中仙子荷花影，歸去來兮宋代詞宗才女魂。」很貼切地把李清照與水仙都鑲嵌至對聯裏。

### 汇波楼
汇波楼在大明湖公园东北隅，因建于大明湖水出口北水门之上而得名。北水门为宋代曾鞏所建。“汇波夕照”为济南八景之一。

### 超然楼

超然楼夜景

超然楼位于湖东北岸，是一座仿木结构钢筋混凝土建筑，建于2009年，高51.7米、共7层。典故源自元代学士李泂曾于大明湖畔建造的同名建筑，后倒塌。超然楼坐落在花岗石台基上，瓦面及附件、门、栏杆等为铜质材料，匾额和抱柱采用掐丝景泰蓝铜工艺制作。楼内设置展厅，主题是济南当地历史文化和木雕文化。六层建有观景台，可俯瞰大明湖全景。

## 生态环境
由于湖泊周边人口密集，居民区和商业区分布广泛，在1996年至2004年期间，大明湖的富营养化现象非常严重。
济南市政府在2003年引入趵突泉、五龙潭泉群和珍珠泉群的泉水进行水体置换，但由于西护城河的地表径流仍然是主要水源之一，水质改善的效果并不显著。2007年实施了挖湖清淤等工程后，大明湖的水体状况基本维持在轻度富营养化水平。

## 文学作品
唐宋八大家之一的苏辙任齐州掌书记期间，曾写有《环波亭》诗一首：
|  | 南山迤逦入南塘，北渚苕娆枕北墙。 过尽绿荷桥断处，忽逢朱槛水中央。 凫鸥聚散湖光净，鱼鲨浮沉瓦影凉。 清境不知三伏热，病身唯要一藤床。 |

相传北洋政府时期山东省主席张宗昌作诗《明湖赋》赞美大明湖景色：
|  | 大明湖，明湖大， 大明湖里有荷花， 荷花上面有蛤蟆， 一戳一蹦达。 |

老舍的《大明湖之春》曾这样写：
|  | 济南的四季，唯有秋天最好，晴暖无风，处处明朗。这时候，请到城墙上走走，俯视秋湖，败柳残荷，水平如镜；唯其是秋色，所以连那些残破的土坝也似乎正与一切景物配合：土坝上偶尔有一两截断藕，或一些黄叶的野蔓，配着三五枝芦花，确是有些画意。“庄稼”已都收了，湖显着大了许多，大了当然也就显着明。不仅是湖宽水净，显着明美，抬头向南看，半黄的千佛山就在面前，开元寺那边的“橛子”——大概是个塔吧——静静的立在山头上。往北看，城外的河水很清，菜畦中还生着短短的绿叶。往南往北，往东往西，看吧，处处空阔明朗，有山有湖，有城有河，到这时候，我们真得到个“明”字了。桑先生那张画便是在北城墙上画的，湖边只有几株秋柳，湖中只有一只游艇，水作灰蓝色，柳叶儿半黄。湖外，他画上了千佛山；湖光山色，联成一幅秋图，明朗，素净，柳梢上似乎吹着点不大能觉出来的微风。 |

瓊瑤小說《還珠格格》女主角之一的夏紫薇出生地就設定在大明湖畔附近，夏紫薇的母亲夏雨荷正是在大明湖畔邂逅了南巡的乾隆帝。

## 传说
大明湖的“四大谜”，由来已久。明末的左诗坛巨擘王象春，就曾经在自己所写的《齐音·大明湖》中有过详细的记载——“湖在城中，宇内所无，异在恒雨不涨，久旱不涸；至于蛇不现，蛙不鸣，则又诞异矣。”后该文又被清朝人收录在《历城县志》中，应该是较早对明湖四怪提出的文字记载。这也就是济南的人家喻户晓的大明湖里“四怪”——青蛙不鸣，蛇踪难寻，久旱不落，久雨不涨。
- 青蛙不鸣：所谓“青蛙不鸣”，时至今日仍无人能找到一个合理的答案。
- 蛇踪难寻：所谓“蛇踪难寻”，是因为大明湖内的水鸟众多，使得蛇类很难在其中生存下去。
- 久旱不落：所谓“久旱不落”，是因为大明湖的湖底为质地细密的火成岩，致使源源不断流注湖中的泉水不能下泄。
- 久雨不涨：所谓“久雨不涨”，是因为大明湖的出水口众多，当水涨的时候，自然而然地就流了出去。